# To Serve Man
To Serve Man är det amerikanska death metal-bandet Cattle Decapitations andra studioalbum, släppt 2002 av skivbolaget Metal Blade Records.

## Låtförteckning
1. "Testicular Manslaughter" – 2:50
2. "I Eat Your Skin" – 1:54
3. "Writhe in Putressence" – 3:16
4. "Land of the Severed Meatus" – 2:21
5. "The Regurgitation of Corpses" – 2:02
6. "Everyone Deserves to Die" – 2:35
7. "To Serve Man" – 3:06
8. "Colonic Villus Biopsy Performed on the Gastro-Intestinally Incapable" – 2:56
9. "Pedeadstrians" – 3:26
10. "Long-Pig Chef and the Hairless Goat" – 2:08
11. "Hypogastric Combustion by C-4 Plastique" – 2:36
12. "Deadmeal" – 2:34
13. "Chunk Blower" – 3:05

## Medverkande
Musiker (Cattle Decapitation-medlemmar)
- Travis Ryan – sång
- Josh Elmore – gitarr
- Dave Astor – trummor
- Troy Oftedal – basgitarr

Produktion
- Juan Urteaga – producent, ljudtekniker, ljudmix
- Mike Blanchard – ljudtekniker
- Brian Ames – omslagsdesign
- Wes Benscoter – omslagskonst
- Mike Miazo – logo
- Ryan Loyko – foto